# Eleodiphaga pollinosa
Eleodiphaga pollinosa là một loài ruồi trong họ Tachinidae.